# Accidente por contaminación con cobalto-60 de Ciudad Juárez
El accidente por contaminación con cobalto-60 de Ciudad Juárez se refiere a la dispersión no intencional de 450 curios de cobalto-60 en 1983, provenientes de una unidad de radioterapia comprada ilegalmente por una empresa médica privada en Ciudad Juárez, Chihuahua, México y posteriormente desmantelada por falta de personal para operarla. El material radiactivo terminó en un depósito de chatarra, donde fue fundido con otros metales y produjo cerca de seis mil toneladas de varilla contaminada, que se repartieron en 15 estados de la República Mexicana y otras ciudades de los Estados Unidos. Se estima que cuatro mil personas fueron expuestas a la radiación como consecuencia de este incidente.

## Sucesos del accidente

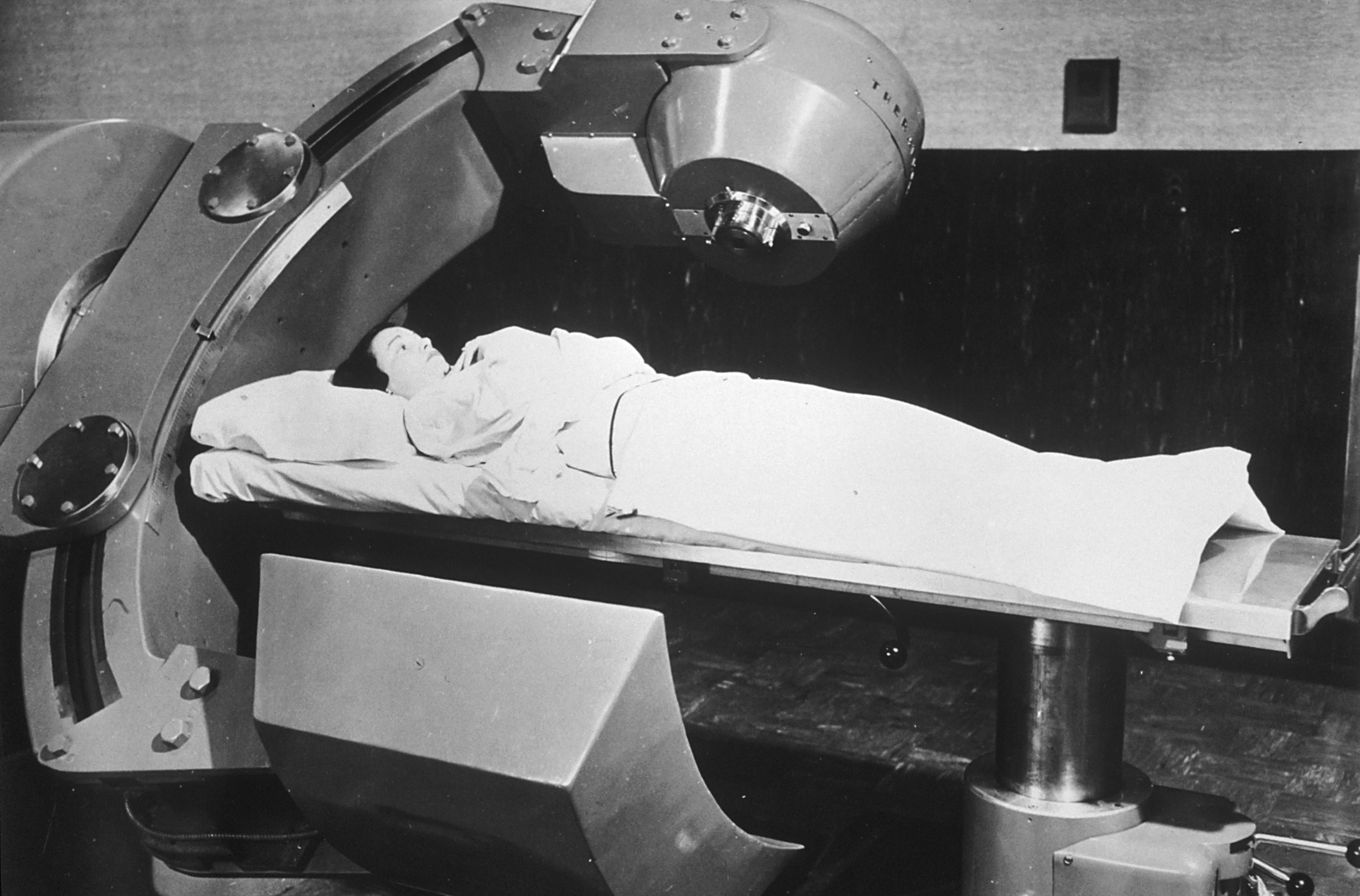
Terapia de cobalto 60 contra el cáncer (1951)

### Acontecimientos
En noviembre de 1977, el Centro Médico de Especialidades, un hospital privado de Ciudad Juárez, Chihuahua, compró una unidad de radioterapia con una fuente de cobalto-60, la cual introdujo a México sin cumplir con la normativa vigente. El equipo se mantuvo almacenado durante prácticamente seis años, debido a que el hospital carecía de personal calificado para operarlo. Vicente Sotelo Alardin, entonces empleado del centro médico, a petición del jefe de mantenimiento del hospital desmanteló la máquina el 6 de diciembre de 1983 para venderla como chatarra en el depósito conocido como yonke Fénix.
Sotelo desarmó el cabezal y extrajo un cilindro que contenía la fuente de cobalto-60. Posteriormente, cargó el material en su camioneta, donde perforó el cilindro, provocando que algunos gránulos de cobalto-60 se dispersaran en el vehículo. La camioneta (contaminada por los gránulos) sufrió una falla mecánica y permaneció varada cerca del domicilio de Sotelo, en Ciudad Juárez, durante 40 días.
Por su parte, en el yonke Fénix, el uso de electroimanes para la manipulación de la chatarra provocó que los gránulos de cobalto-60 se esparcieran por el patio, ocasionando que estos fueran atraídos por los campos magnéticos de otras grúas y se mezclaran con otros metales. Esta chatarra radioactiva fue enviada a dos fundiciones: Aceros de Chihuahua (Achisa), una fábrica de varilla de construcción en la capital del estado; y Falcon, fabricante de soportes para mesa. Se estima que, para enero de 1984, la varilla y los soportes resultantes ya habían sido exportados a Estados Unidos y el interior de México.

### Detección del material radioactivo
El 16 de enero de 1984, el laboratorio nacional de Los Álamos, ubicado en Nuevo México, Estados Unidos, detectó la presencia de radiactividad en las inmediaciones. El detector se disparó porque un camión, que transportaba varilla producida por la empresa Achisa, se había extraviado y pasó cerca del laboratorio. Las autoridades de EE. UU. concluyeron que la varilla activó la alerta y decidieron notificar el 18 de enero a la Comisión Nacional de Seguridad Nuclear y Salvaguardas (CNSNS). La comisión confirmó una amplia dispersión de material radioactivo y ordenó a Achisa suspender la distribución de varilla fabricada hasta verificar que no se encontrara contaminada. Las autoridades mexicanas también procedieron a la clausura del yonke.
El 26 de enero de 1984, el personal de la CNSNS detectó una camioneta abandonada que emitía niveles de radiación de hasta mil roentgens por hora. Ya que el vehículo se encontraba en una zona densamente poblada, fue remolcado por una grúa hasta el parque El Chamizal. Gracias a la camioneta, la comisión dio con Vicente Sotelo, quien confirmó ser dueño y aclaró que procedía del Centro Médico de Especialidades.
Tras las labores de investigación, la CNSNS concluyó que, además del yonke Fénix y las empresas Achisa y Falcon, otras tres compañías habían recibido material contaminado: Fundival, localizada en Gómez Palacio, Durango; Alumetales, de Monterrey, Nuevo León; y Duracero, en San Luis Potosí, San Luis Potosí. Además, se calculó que se habían producido 30 mil bases para mesa y 6,600  toneladas de varilla con material contaminado.

## Consecuencias

### Recuperación del material radioactivo
Los trabajos de descontaminación iniciaron el 20 de enero de 1984, dos días después de que la CNSNS fue notificada por las autoridades estadounidenses. Entre el 8 de febrero y el 14 de abril se realizaron labores de localización y confinamiento de material contaminado en el yonke Fénix. Durante esos meses, también se efectuaron trabajos de descontaminación en las empresas Achisa y Falcon, además iniciar la detección de cargamentos con varilla contaminada en 17 estados de la república.
La comisión logró recuperar 2360 toneladas de varilla sin utilizar, además de que recorrió más de 17 mil construcciones y determinó la demolición de 814 inmuebles. Sin embargo, en junio de 1984 aún había mil toneladas de varilla contaminada sin localizar, repartidas en los estados de Chihuahua, Sonora, Sinaloa, Baja California, Baja California Sur, Coahuila, Nuevo León, San Luis Potosí, Guanajuato, Jalisco, Zacatecas, Tamaulipas, Querétaro, Durango e Hidalgo. La CNSNS también logró recuperar la totalidad de las 30 mil bases para mesa contaminadas, además de 90 por ciento de las mil toneladas de varilla contaminada que fueron exportadas a Estados Unidos.
Sin embargo, la labor de recuperación de varilla fue más complicada en otros estados. En Sonora se identificaron 434 toneladas de varilla, diseminadas a lo largo del estado, incluida la capital Hermosillo. En Hidalgo se recibieron 80 toneladas, que se distribuyeron entre nueve municipios, mientras que 42 toneladas fueron recuperadas de las ciudades de Zacatecas y Fresnillo, en Zacatecas. En dichos estados, también se ordenó la demolición de cientos de bardas y viviendas construidas con materiales contaminados.

### Almacenamiento del material
En febrero de 1984, la CNSNS identificó un predio en el desierto de Samalayuca, próximo a la estación Desierto del ferrocarril Chihuahua-Ciudad Juárez, para la construcción de un "cementerio" donde alojar el material. De este modo, las varillas que fueron recolectadas en Chihuahua se almacenaron en septiembre de 1984 en un lugar denominado como La Piedrera, mientras que para el material recolectado en otras zonas, se optó por los cementerios de Maquixco (Estado de México) y uno cercano a Mexicali (Baja California), donde se depositaron 70 y 115 toneladas de varilla, respectivamente.
De acuerdo con las cifras de la CNSNS, se almacenaron en La Piedrera 2930 toneladas de varilla contaminada, 1738 toneladas de material contaminado en proceso, 200 toneladas de bases metálicas, 1950 toneladas de chatarra contaminada, 860 toneladas de contenedores con gránulos y/o material contaminado, y 29 191 toneladas de tierra, escoria y plasta contaminada.
En 2001, un reportaje de El Universal acusó que 110 toneladas de residuos radioactivos, derivados del incidente de Ciudad Juárez, se mantenían al aire libre. Las varillas estuvieron en la sierra de Nombre de Dios entre 1985 y 1998, para luego ser trasladadas a Samalayuca, donde se mantenían sin el debido resguardo. En 2004, un análisis de la Universidad Nacional Autónoma de México reveló que los niveles de radiación en Samalayuca aún eran alarmantes y criticó que los residuos se conserven sin las medidas de contención adecuadas.

### Exposición a la población
Según el informe de 1985 de la CNSNS, alrededor de cuatro mil personas resultaron expuestas a la radiación del cobalto-60 como consecuencia del incidente. Se calcula que casi 80 por ciento de las personas recibió una dosis menor a los 500 mrem (equivalente a 0.005 Sv); 18 por ciento, entre 0.5 y 25 rems (0.005 - 0.25 Sv); y solo dos por ciento (cerca de 80 personas) recibió dosis superiores a los 25 rems (0.25 Sv). De estos, cinco personas recibieron una dosis entre 300 y 700 rems (3 - 7 Sv). También se examinó a los vecinos de la camioneta contaminada, determinándose que tres personas recibieron una dosis por encima de los 100 rems (1 Sv).